# Bossy (Kelis)
Bossy è un brano musicale della cantante R&B statunitense Kelis, pubblicato come primo singolo estratto dall'album Kelis Was Here del 2006.

## Descrizione
Scritta da Kelis, il produttore Bangladesh, Sean Garrett e Too Short, il brano figura anche il featuring di quest'ultimo. La canzone ha raggiunto la sedicesima posizione della classifica Billboard Hot 100, diventando il maggior successo di Kelis negli Stati Uniti, dopo Milkshake. Mentre Bossy è riuscita ad entrare nella top 10 in Finlandia e nella top 20 di Australia e Nuova Zelanda, non è riuscita ad ottenere risultati degni di nota in nessuna altra classifica nel mondo.
L'11 dicembre 2006, Bossy è stato certificato doppio disco di platino dalla RIAA.

## Video musicale
Il video musicale prodotto per Bossy è stato diretto dal regista Marc Klasfeld, che nello stesso anno lavorerà con Kelis anche nei video di Blindfold Me e Lil Star e girato nel febbraio 2006 a Los Angeles.

## Tracce
CD-Single EMI 0946 3 64692 2 5 (EMI) / EAN 0094636469225
1. Bossy – 3:30
2. Bossy (Alan Braxe & Fred Falke Remix) – 5:40

## Classifiche
| Classifica (2006)                    | Posizione più alta |
| ------------------------------------ | ------------------ |
| Australia                            | 18                 |
| Austria                              | 56                 |
| Belgio (Fiandre)                     | 41                 |
| Europa                               | 48                 |
| Finlandia                            | 8                  |
| Germania                             | 64                 |
| Irlanda                              | 21                 |
| Nuova Zelanda                        | 15                 |
| Russia                               | 33                 |
| Spagna                               | 20                 |
| Svezia                               | 39                 |
| Svizzera                             | 41                 |
| Regno Unito                          | 22                 |
| Regno Unito R&B Chart                | 7                  |
| Billboard Hot 100                    | 16                 |
| U.S. Billboard Hot R&B/Hip-Hop Songs | 11                 |
| U.S. Billboard Hot Dance Club Play   | 24                 |